# Antoinette Grimaldi

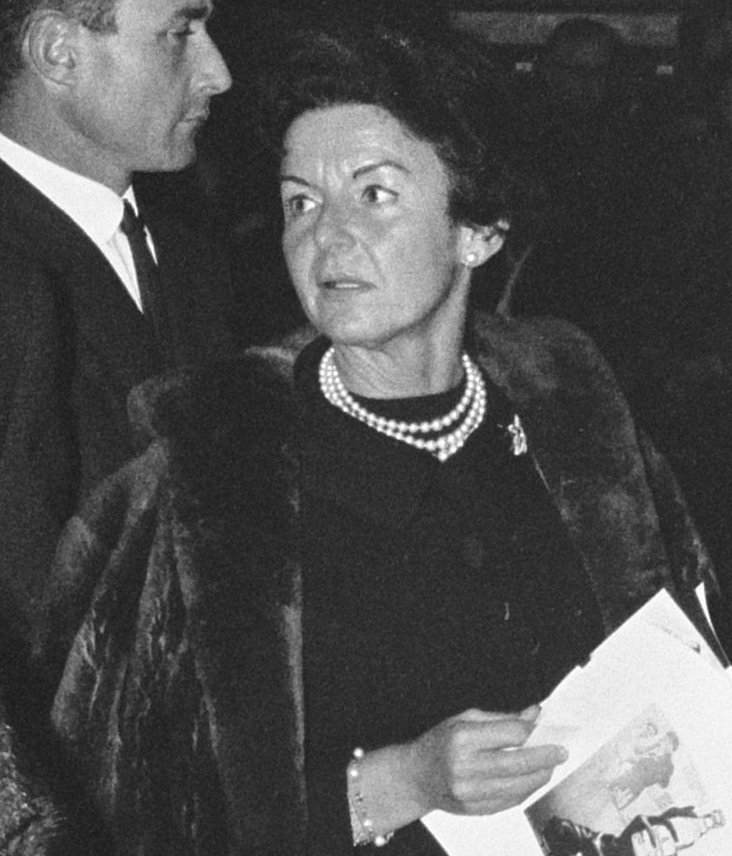
Antoinette Grimaldi (1962)

Prinzessin Antoinette Louise Alberte Suzanne von Monaco (* 28. Dezember 1920 in Paris; † 18. März 2011 in Monaco) war eine monegassische Prinzessin. Sie stammte aus dem Haus Grimaldi und war die ältere Schwester des späteren Fürsten Rainier III. von Monaco.

## Leben

### Herkunft und Familie
Antoinette Louise Alberte Suzanne Grimaldi wurde als Tochter von Pierre de Polignac und dessen Ehefrau Charlotte von Monaco, einer unehelichen Tochter von Fürst Louis II. von Monaco, die dieser mit der Wäscherin und Nachtclubsängerin Julie Louvet hatte, geboren. 1919 wurde ihre Mutter Charlotte als legitime Erbin anerkannt. Antoinettes Vater Pierre de Polignac war homosexuell. 1930 trennten sich ihre Eltern, 1933 wurde die Ehe geschieden. Antoinette von Monaco wuchs hauptsächlich bei ihrem Großvater Louis II. außerhalb Monacos in Paris und teilweise Monaco auf, wenn ihr Großvater sich dort aufhielt. Ihre Erziehung erfolgte unkonventionell. Sie stand hinter ihrem Bruder Rainier III., der schließlich 1949 Regierender Fürst von Monaco wurde, an zweiter Stelle der Thronfolge.

### Skandale
Während des Zweiten Weltkrieges erregte ihr Wunsch, nach der Besetzung Monacos 1943 durch die Wehrmacht einen deutschen Offizier heiraten zu wollen, Aufsehen; ihr Großvater Louis II. verbot jedoch die Eheschließung.
Anfang der 1950er Jahre unternahm sie, als Erstgeborene und ältere Schwester, den Versuch, ihren Bruder Rainier III. in der Thronfolge abzulösen und ließ verfassungsrechtliche Möglichkeiten, u. a. zugunsten ihres Sohnes, prüfen. In ihrem Bestreben wurde sie dabei von dem monegassischen Rechtsanwalt und Notar Jean-Charles Rey, dem damaligen Präsidenten des Conseil National von Monaco, unterstützt. Rey war ihr Liebhaber. Antoinette von Monaco ließ u. a. das Gerücht verbreiten, die Schauspielerin Gisèle Pascal, mit der ihr Bruder Rainier III. damals eine langjährige Liaison unterhielt, sei unfruchtbar, und es bestehe keine Aussicht auf einen monegassischen Thronerben. Nach der Trennung von Rainier III. und Gisèle Pascal im Jahre 1953 galt Antoinette von Monaco zeitweise als Persona non grata. Bis zur Vermählung ihres Bruders Rainier III. mit Grace Kelly im April 1956 übernahm sie jedoch weiterhin bei offiziellen Anlässen die Rolle der First Lady im Fürstentum Monaco. Sie begleitete u. a. Fürst Rainier III. im August 1955 zur Gala des monegassischen Roten Kreuzes in Monte Carlo. Nach der Vermählung von Rainier III. mit Grace Kelly wurde Antoinette von Monaco in die Familie reintegriert; das Verhältnis zu ihrem Bruder Rainier III. verbesserte sich und wurde insbesondere nach dem Unfalltod von Fürstin Gracia Patricia im Jahre 1982 wieder enger. Im Fürstentum Monaco galt sie als „beliebt“.

### Ehen und Nachkommen
Im Dezember 1951 heiratete sie in Genua, heimlich und ohne Wissen ihrer Familie, den Rechtsanwalt und Tennisspieler  Alexandre-Athenase „Aléco“ Noghès, den Sohn des einflussreichen monegassischen Unternehmers und Motorsportfunktionärs Antony Noghès. Alexandre Noghès wurde von Rainier III. zum Generalkonsul von Monaco ernannt. Mit Noghès hatte sie drei Kinder: Elisabeth-Ann (1947–2020), Christian (* 1949) und Christine (1951–1989). Nach drei Jahren wurde die Ehe geschieden. 1951 erhielt sie nach ihrer Vermählung vom Fürstenhaus den Titel „Baronin von Massy“ verliehen. Diesen Titel durften ihre drei Kinder ebenfalls führen. Im Dezember 1961 heiratete sie in Den Haag ihren langjährigen Liebhaber Charles Rey. Die Ehe blieb kinderlos und wurde 1972 geschieden. Im Juli 1983 heiratete sie in Monaco erneut: den zehn Jahre jüngeren Balletttänzer John Gilpin, welcher nach einigen Wochen Ehe im September 1983 an einem Herzanfall starb.
Gemäß den Regelungen der monegassischen Thronfolge, die 2002 durch eine Verfassungsänderung Monacos eingeführt wurden, verlor Antoinette von Monaco 2005 mit der Thronbesteigung von Fürst Albert von Monaco ihre fürstlichen Vorrechte; Thronfolger ist seither nur noch der erste direkte und legitime Nachkomme des Fürsten.

### Persönlichkeit und späteres Leben
Antoinette von Monaco galt als „exzentrisch“; ihr Charakter wurde als „cholerisch“ und „schwierig“ beschrieben. Sie war Tierliebhaberin und setzte sich intensiv für den Tierschutz ein. Anfang der 1950er Jahre errichtete sie ein Tierheim in ihrer Villa Le Bout de Monde in Èze in Südfrankreich; hauptsächlich nahm sie dort Hunde und Katzen auf. Sie war bis zu ihrem Tode Präsidentin der „Société protectrice des animaux de Monaco“, der monegassischen Tierschutzorganisation.
Bis 2007 besuchte sie regelmäßig den Rotkreuz-Ball in Monte Carlo; häufig begleitete sie dabei Prinz Albert von Monaco, als dieser noch unverheiratet war. Im Januar 2011 nahm sie an einem Gala-Diner teil, das die „Union des Femmes Monégasques“ anlässlich ihres 90. Geburtstages im Café de Paris in Monte Carlo ausgerichtet hatte.
Sie wurde mit dem Großkreuz des Ordens des heiligen Karl ausgezeichnet. Der „Parc Princesse Antoinette“ (mit zahlreichen Erholungs- und Freizeitmöglichkeiten) im Stadtbezirk La Condamine von Monaco trägt ihren Namen.

### Tod
Antoinette Grimaldi starb im Alter von 90 Jahren nach einem längeren Aufenthalt im Centre hospitalier Princesse-Grace (CHPG), dem Krankenhaus des Fürstentums Monaco. Der Trauergottesdienst fand am 24. März 2011 in der Kathedrale Notre-Dame-Immaculée in Monaco-Ville statt. Ihre Beisetzung in der Chapelle de la Paix in Monaco-Ville erfolgte im engsten Familienkreis.